# Mount Pleasant (Texas)
Mount Pleasant település az Amerikai Egyesült Államok Texas államában, Titus megyében, melynek megyeszékhelye is. Lakosainak száma 16 047 fő (2020. április 1.).

## Népesség
A település népességének változása:

| 2010 | 15 564 |
| 2020 | 16 047 |